# 旧卡斯蒂利亚
旧卡斯蒂利亚（西班牙語：Castilla la Vieja，[kasˈtiʎa la ˈβjexa]）是西班牙的一个历史地区，如今是坎塔布里亚、拉里奥哈和卡斯蒂利亚-莱昂自治区的一部分。

## 地理
东部为阿拉贡地区，西部为莱昂地区，南部以瓜达拉马山脉为界与新卡斯蒂利亚接壤。

## 历史
旧卡斯蒂利亚历史地区在哈维尔·德·布尔戈斯1833年西班牙行政区划分时设立，包括布尔戈斯、巴利亚多利德、帕伦西亚、阿维拉、塞哥維亞、索里亚、洛格罗尼奥和桑坦德八个省。
1850年后，在一些地图上，萨拉戈萨省和帕伦西亚省被划分到莱昂历史地区，因为这两个地区曾是阿斯图里亚斯国王征服过的土地。
西班牙第一共和國联邦共和党在1873年西班牙联邦宪法草案中将旧卡斯蒂利亚联邦分为十一个省，包括1833年法案的旧卡斯蒂利亚和莱昂历史地区。它们是：阿维拉、布尔戈斯、莱昂、洛格罗尼奥、帕伦西亚、萨拉曼卡、桑坦德、塞哥维亚、索里亚、巴拉多利德和萨莫拉。然而该方案未得到议会通过。
西班牙第二共和国1933年6月14日通过的宪法规定，旧卡斯蒂利亚由1833年行政区划分的八省构成。
西班牙民主转型后颁布的法规取消了历史地区，新设立自治区。其中桑坦德省成为坎塔布里亚单省自治区，洛格罗尼奥省成为拉里奥哈单省自治区，其他省份为卡斯蒂利亚-莱昂的一部分。

## 地图集

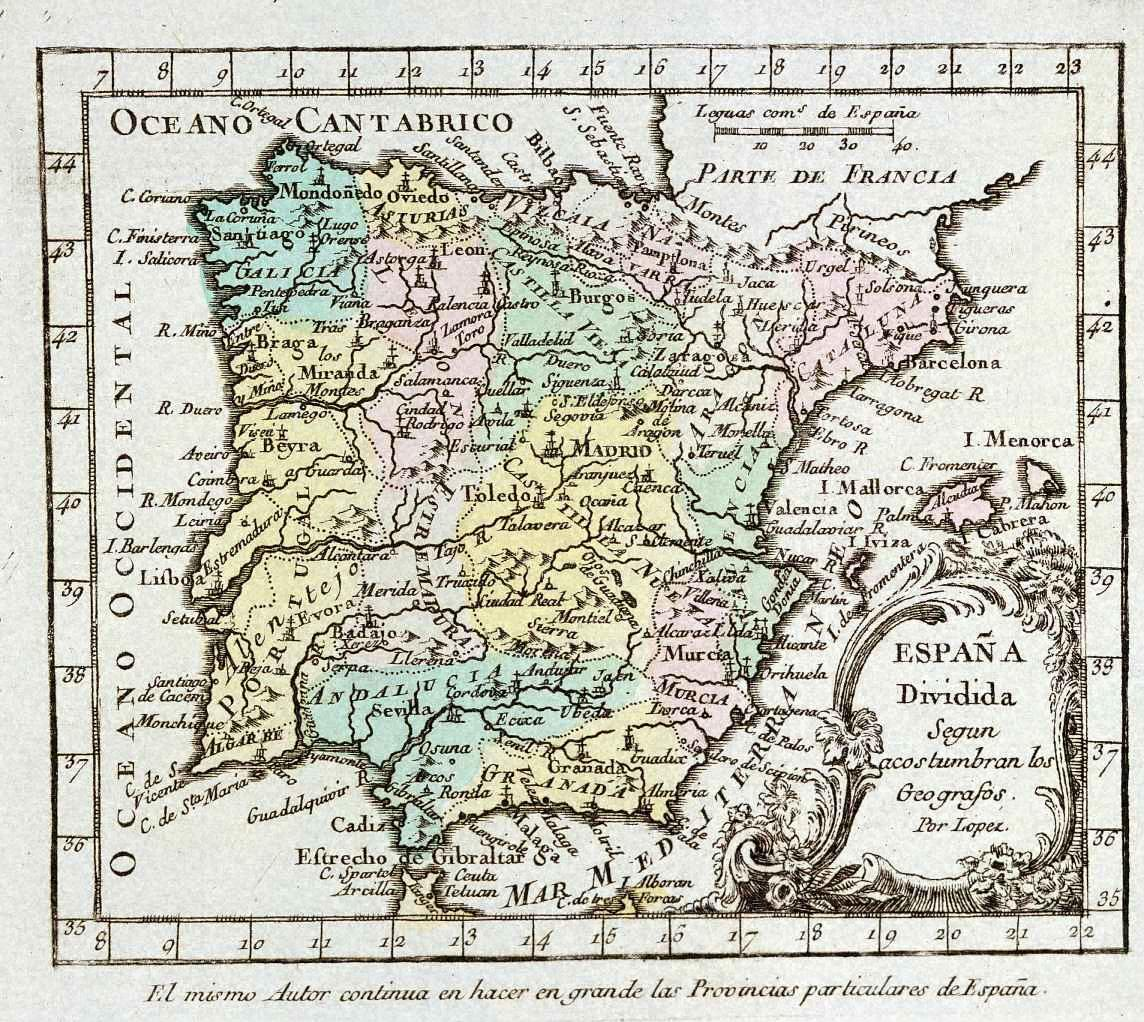
1757年
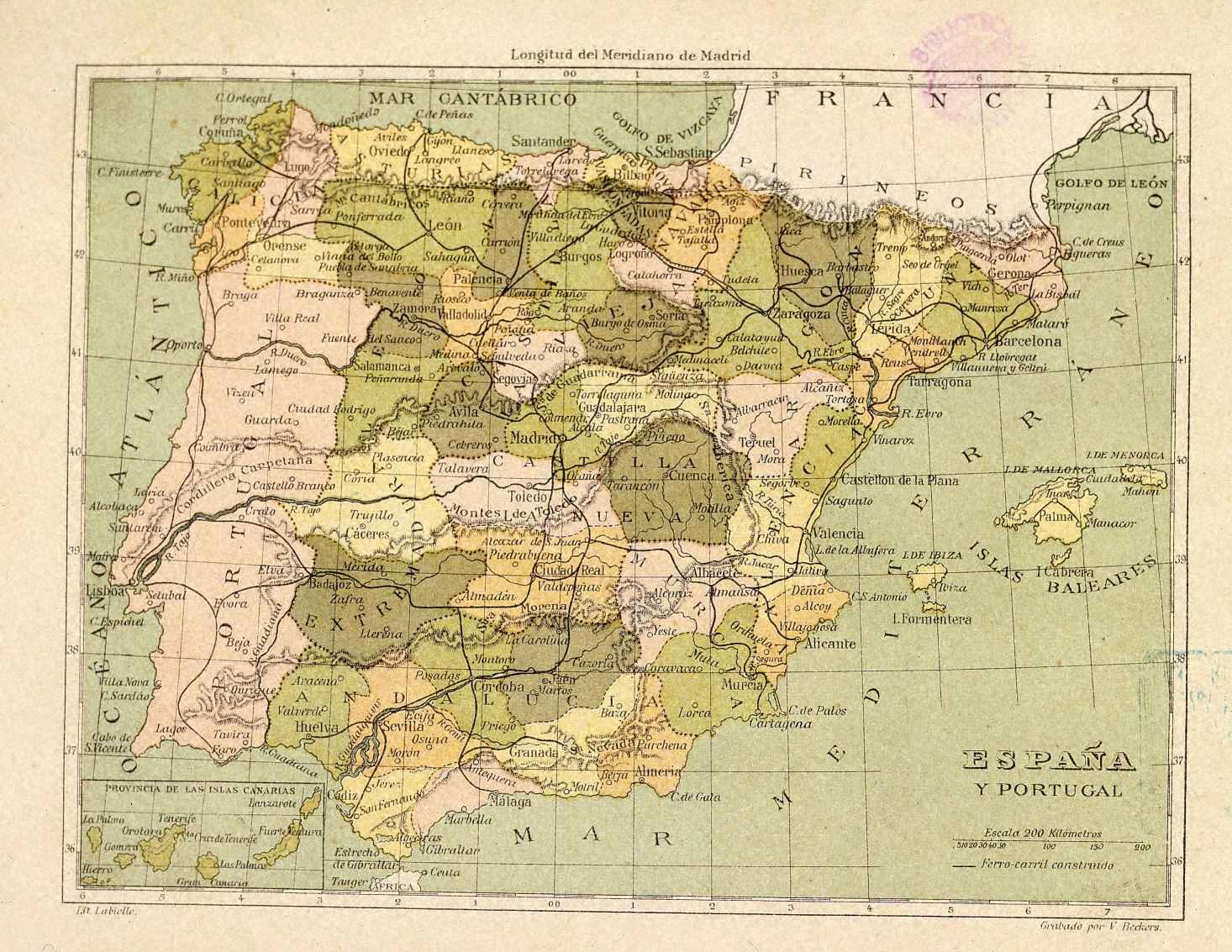
1850年
1873年西班牙联邦宪法草案（未实施）
1884年